# Чемпионат мира по регби 2023
Чемпионат мира по регби 2023 (англ. 2023 Rugby World Cup, фр. 2023 Coupe du monde de rugby) — десятый чемпионат мира по регби, финальная часть которого прошла с 8 сентября по 28 октября 2023 года.
В 2017 году страной-хозяйкой турнира была объявлена Франция. Изначально в заявке было 12 городов, но в итоге осталось 9 (Париж, Монпелье, Ланс исключены).
Сборная ЮАР по регби в четвёртый раз выиграла чемпионат мира, победив в финале сборную Новой Зеландии со счётом 12:11.

## Выбор места проведения
В 2015 году World Rugby объявил, что заявки на проведение чемпионата мира 2023 года подали 4 страны: Франция, Ирландия, Италия и ЮАР, однако позже Италия отозвала заявку. Также свои заявки отозвали США и Аргентина.

## Стадионы
| Сен-Дени (Париж)    | Марсель                                                                | Лион                                                                   | Вильнёв-д’Аск                                                          |
| ------------------- | ---------------------------------------------------------------------- | ---------------------------------------------------------------------- | ---------------------------------------------------------------------- |
| Стад де Франс       | Оранж Велодром                                                         | Парк Олимпик Лионне                                                    | Пьер Моруа                                                             |
| Вместимость: 80 698 | Вместимость: 67 394                                                    | Вместимость: 59 186                                                    | Вместимость: 50 157                                                    |
|                     |                                                                        |                                                                        |                                                                        |
| Бордо               | Сен-Дени Марсель Лион Вильнёв-д’Аск Нант Бордо Сент-Этьен Ницца Тулуза | Сен-Дени Марсель Лион Вильнёв-д’Аск Нант Бордо Сент-Этьен Ницца Тулуза | Сен-Дени Марсель Лион Вильнёв-д’Аск Нант Бордо Сент-Этьен Ницца Тулуза |
| Матмют Атлантик     | Сен-Дени Марсель Лион Вильнёв-д’Аск Нант Бордо Сент-Этьен Ницца Тулуза | Сен-Дени Марсель Лион Вильнёв-д’Аск Нант Бордо Сент-Этьен Ницца Тулуза | Сен-Дени Марсель Лион Вильнёв-д’Аск Нант Бордо Сент-Этьен Ницца Тулуза |
| Вместимость: 42 115 | Сен-Дени Марсель Лион Вильнёв-д’Аск Нант Бордо Сент-Этьен Ницца Тулуза | Сен-Дени Марсель Лион Вильнёв-д’Аск Нант Бордо Сент-Этьен Ницца Тулуза | Сен-Дени Марсель Лион Вильнёв-д’Аск Нант Бордо Сент-Этьен Ницца Тулуза |
|                     | Сен-Дени Марсель Лион Вильнёв-д’Аск Нант Бордо Сент-Этьен Ницца Тулуза | Сен-Дени Марсель Лион Вильнёв-д’Аск Нант Бордо Сент-Этьен Ницца Тулуза | Сен-Дени Марсель Лион Вильнёв-д’Аск Нант Бордо Сент-Этьен Ницца Тулуза |
| Сент-Этьен          | Ницца                                                                  | Нант                                                                   | Тулуза                                                                 |
| Жоффуруа Гишар      | Альянц Ривьера                                                         | Божуар                                                                 | Стадион Тулузы                                                         |
| Вместимость: 41 965 | Вместимость: 35 624                                                    | Вместимость: 35 322                                                    | Вместимость: 33 150                                                    |
|                     |                                                                        |                                                                        |                                                                        |

## Участники
В турнире приняли участие 20 команд, 12 из которых определились по итогам чемпионата мира 2019 года: участники плей-офф чемпионата мира 2019 года (в том числе  Франция на правах страны-хозяйки) и занявшие 3-е места в своих группах команды. Остальные 8 путёвок были разыграны в региональных турнирах, межконтинентальных плей-офф матчах и репечаже, прошедшем в ноябре 2022 года.
| Квалифицировались | Квалифицировались | Квалифицировались                   | Квалифицировались      | Квалифицировались                       | Квалифицировались   |
| Регион            | Сборная           | Как прошли                          | Предыдущие выступления | Предыдущий лучший результат             | Рейтинг World Rugby |
| ----------------- | ----------------- | ----------------------------------- | ---------------------- | --------------------------------------- | ------------------- |
| Африка            | ЮАР               | Топ-3 в группе чемпионата мира 2019 | 7                      | Чемпионы (1995, 2007, 2019)             | 2                   |
| Африка            | Намибия           | Квалификация (Африка 1)             | 6                      | Групповой этап (6 раз)                  | 21                  |
| Азия              | Япония            | Топ-3 в группе чемпионата мира 2019 | 9                      | Четвертьфинал (2019)                    | 14                  |
| Европа            | Франция           | Хозяева                             | 9                      | Финалисты (1987, 1999, 2011)            | 3                   |
| Европа            | Англия            | Топ-3 в группе чемпионата мира 2019 | 9                      | Чемпионы (2003)                         | 8                   |
| Европа            | Ирландия          | Топ-3 в группе чемпионата мира 2019 | 9                      | Четвертьфинал (7 раз)                   | 1                   |
| Европа            | Италия            | Топ-3 в группе чемпионата мира 2019 | 9                      | Групповой этап                          | 13                  |
| Европа            | Шотландия         | Топ-3 в группе чемпионата мира 2019 | 9                      | 4-е место (1991)                        | 5                   |
| Европа            | Уэльс             | Топ-3 в группе чемпионата мира 2019 | 9                      | 3-е место (1987)                        | 10                  |
| Европа            | Грузия            | Квалификация (Европа 1)             | 5                      | Групповой этап (5 раз)                  | 11                  |
| Европа            | Румыния           | Квалификация (Европа 2)             | 8                      | Групповой этап (8 раз)                  | 19                  |
| Европа            | Португалия        | Победа в репечаже                   | 1                      | Групповой этап (2007)                   | 16                  |
| Океания           | Австралия         | Топ-3 в группе чемпионата мира 2019 | 9                      | Чемпионы (1991, 1999)                   | 9                   |
| Океания           | Фиджи             | Топ-3 в группе чемпионата мира 2019 | 8                      | Четвертьфинал (1987, 2007)              | 7                   |
| Океания           | Новая Зеландия    | Топ-3 в группе чемпионата мира 2019 | 9                      | Чемпионы (1987, 2011, 2015)             | 4                   |
| Океания           | Самоа             | Квалификация (Океания 1)            | 8                      | Четвертьфинал (1991, 1995)              | 12                  |
| Океания           | Тонга             | Квалификация (Азия/Океания 1)       | 8                      | Групповой этап (8 раз)                  | 15                  |
| Южная Америка     | Аргентина         | Топ-3 в группе чемпионата мира 2019 | 9                      | 3-е место (2007)                        | 6                   |
| Южная Америка     | Уругвай           | Квалификация (Америка 1)            | 4                      | Групповой этап (1999, 2003, 2015, 2019) | 17                  |
| Южная Америка     | Чили              | Квалификация (Америка 2)            | 0                      | Дебютант                                | 22                  |

## Трансляции
- Франция — TF1 Group[2]
- Великобритания — ITV Sport[3]
- США — NBC Sports[4]
- Грузия — GPB